# 水木香
水木 香（みずき かおり、1981年10月14日 - ）は、神奈川県横浜市出身のタレント、レポーター。拓殖大学卒業。愛称はカオリンゴまたはカオリン。TCP Artist所属。

## 略歴
大学在学中にチアリーディング部に所属した経験があり、テレビ東京の競馬中継番組『ウイニング競馬』のアシスタントとして出演していた立花優美は、その当時の同僚。2002年に準ミス拓殖大学に選出されたことがある。
2004年5月、テレビ神奈川の『みんなが出るテレビ』の初代女子大生レポーターとして番組に参加。番組ではゲゲゲの鬼太郎に似ていることから鬼太郎と呼ばれていた。また、温泉好きということもあってか、箱根彫刻の森美術館内にある足湯など、神奈川県の隠れた温泉をレポートすることもあった。 しかし、レポートの出来に関しては今ひとつだったことが多く、司会のやまだひさしから酷評されることもしばしばあった。2005年3月、大学卒業と同時に番組を卒業。
その後、シー・フォルダに所属し、『ひるびん』（テレ玉）のレポーターなどで活躍を見せたが、2006年3月、
千葉ロッテマリーンズのチアリーダー「M☆Splash!!」のオーディションを受け、合格。2006年度に正式メンバーになった。
M☆Splash!!を退任後はOLを経てTCP Artistへ入社。2009年4月から湘南シーレックスの応援番組『FAN FUNシーレックス』（湘南ケーブルネットワーク）のレポーターにかつてのみんなが出るテレビでの同期だった佐藤友香から引き継ぐことが決まった。
現在はタレント・レポーター業の傍ら、芸能人女子フットサルチーム『TOKYO CHERRIES』のメンバーとしても活動中。背番号は「13」。

## 出演番組

### 現在
- FAN FUNシーレックス（湘南ケーブルネットワーク、2009年4月～）
- あらぶんちょ！（東京ケーブルネットワーク、2009年6月～）

### 過去
- みんなが出るテレビ（テレビ神奈川、2004年5月13日～2005年3月31日）
- ひるびん（テレビ埼玉、～2006年3月）